# Regementsskrivare
Regementsskrivare var en civilmilitär tjänsteman som handhade viktigare ekonomiska göromål, framförallt i samband med indelningsverket. Regementsskrivartjänsterna upphörde omkring 1880.